# Abbie Hutty
Abigail Hutty (1986) es una ingeniera mecánica británica radicada en Stevenage. Ha trabajado como ingeniero jefe de estructuras en el vehículo ExoMars de la Agencia Espacial Europea. En 2016, fue elegida como la académica más joven de la Institution of Mechanical Engineers (IMechE). Defiende la educación científica y tecnológica de los jóvenes y la promoción de carreras en la industria espacial. Sus apariciones públicas han incluido las Royal Institution Christmas Lectures y The Sky at Night.

## Trayectoria
Hutty creció en Kent, y obtuvo sobresaliente en Matemáticas, Diseño y Tecnología, Física y Francés en la Weald of Kent Grammar School for Girls en 2005. Hutty se interesó en la ingeniería durante su GCSEs, observando la misión marciana del Beagle 2. Estudió Ingeniería Mecánica en la Universidad de Surrey, graduándose en 2010, y luego completó un año de prácticas en Surrey Satellite Technology, antes de comenzar un programa de postgrado en Airbus Defence and Space.

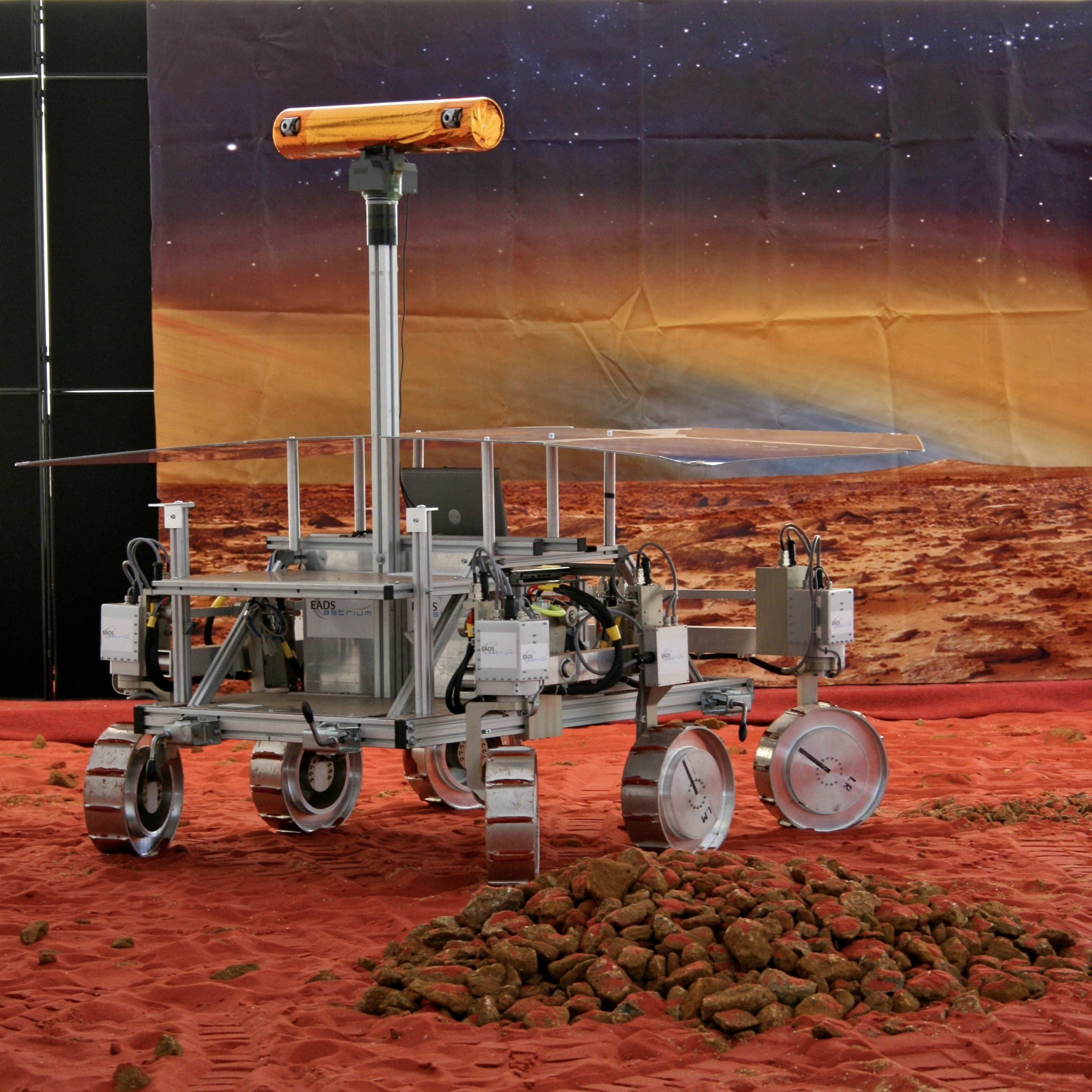
Un prototipo del rover ExoMars en el Royal Astronomical Society National Annual Meeting 2009 en Hatfield, Inglaterra.

Hutty se incorporó a Airbus Defence and Space en 2010, centrándose en el análisis dinámico y de tensiones. Se le ofreció un puesto permanente en el Grupo de Ingeniería de Estructuras de Naves Espaciales y comenzó a trabajar en el rover ExoMars, cuyo lanzamiento está previsto para 2020. En 2014 se convirtió en Ingeniera colegiada en la Institution of Mechanical Engineers. Posteriormente, se convirtió en Ingeniera de Estructuras de Naves Espaciales para ExoMars en Airbus.

## Compromiso público
Hutty pasa mucho tiempo trabajando con los medios de comunicación para promover la ingeniería, participando en Sky at Night de la BBC, Stargazing Live y Euronews. Es una célebre embajadora de la ciencia, la tecnología, la ingeniería y las matemáticas (STEM), actuando como jueza invitada en ferias nacionales STEM y hablando en escuelas, museos y centros de aprendizaje.
Participó en las Royal Institution Christmas Lectures en 2014. Además de hablar de la misión ExoMars, ella disipa regularmente los conceptos erróneos que el público tiene sobre la ingeniería. Hutty dio una charla de TEDxLondon en 2017, titulada "Why we need new role models in science and engineering" (Por qué necesitamos nuevos modelos a seguir en la ciencia y la ingeniería). Más tarde en el mismo año, apareció en Horizon de la BBC 2 discutiendo sobre la practicidad de las personas que viajan a Marte y ha sido la anfitriona de las visitas a las instalaciones de Airbus. Está entusiasmada con la posibilidad de encontrar vida en Marte.

## Diversidad
Después de ganar el premio IET a la Joven Ingeniera del Año en 2013, Hutty se convirtió en una defensora más activa de la diversidad dentro de la profesión de la ingeniería. En 2016, Hutty fue incluida en la lista de las 20 mujeres más influyentes en ingeniería a las que seguir en Twitter. Ese año apareció en el podcast "Finding Ada", que destaca el trabajo de las mujeres en STEM, describiendo su papel en Airbus. Hutty es un "modelo a seguir" para muchas mujeres jóvenes e ingenieras, y escribe regularmente en blogs sobre sus experiencias en la industria. En 2015, participó en la campaña de redes sociales I Look Like An Engineer para desacreditar la imagen pública de los ingenieros en activo. En 2017, fue invitada a hablar en la Reunión de Expertos de las Naciones Unidas sobre el Espacio para las Mujeres.

## Premios
- 2010: IMechE Frederick Barnes Waldron Best Student Award
- 2012: Astrium STEM Ambassador Award[29]
- 2013: IET Young Woman Engineer of the Year[30]
- 2013: IMechE Young Member of the Year[31]
- 2014: Royal Academy of Engineering Rising Star Award[32]
- 2016: Elected youngest Fellow of the Institute of Mechanical Engineer